# Duke Nukem II
Duke Nukem II is het tweede computerspel en vervolg in de Duke Nukem-reeks. Na het succes van Duke Nukem besloot Apogee Software een vervolg te maken. Dit spel werd uitgebracht op 3 december 1993 en vertoonde al een paar flinke verbeteringen aan het eerste deel. Het spel is een 2D zijwaarts scrollend platformspel dat zich afspeelt in de toekomst.

## Verhaal
Dr. Proton is terug voor wraak. Deze keer neemt hij Duke Nukem gevangen zodat hij ongestoord de wereld kan veroveren. Duke Nukem moet uit de ruimte-gevangenis zien te ontsnappen, terug naar aarde keren en Dr. Proton stoppen.
In dit deel heeft Nukem net als het eerste deel een groen laserachtig pistool als wapen. Een aantal van de vijanden van Dr. Proton zijn hetzelfde als in Duke Nukem.

## Specificaties
Duke Nukem II heeft een aantal verbeteringen ten opzichte van Duke Nukem.
- Er worden 256 kleuren gebruikt;
- Er is een mogelijkheid om MIDI-muziek af te spelen;
- De grafische weergave en het menu zijn verbeterd.

Ook dit spel draait op MS-DOS, maar kan worden geëmuleerd met DOSBox.

## Platforms
| Jaar | Platform                         |
| ---- | -------------------------------- |
| 1993 | DOS                              |
| 2013 | Macintosh, Windows, iPad, iPhone |

## Ontvangst
| Beoordeeld door                | Platform | Datum         | Score |
| ------------------------------ | -------- | ------------- | ----- |
| ASM (Aktueller Software Markt) | DOS      | februari 1994 | 75%   |
| Gamereactor (Zweden)           | iPad     | 15 april 2013 | 30%   |
| Gamereactor (Zweden)           | iPhone   | 15 april 2013 | 30%   |